# William Bridges Adams
William Bridges Adams (* 1797 in Madeley, Staffordshire; † 23. Juli 1872 in Broadstairs) war ein britischer Publizist, Eisenbahnkonstrukteur und Unternehmer.

## Leben
Als Sohn eines erfolgreichen Stellmachers beschäftigte er sich zunächst mit dem Bau von Pferdekutschen, um sich dann der Konstruktion und dem Bau von leichten Lokomotiven zuzuwenden. Seine konstruktiven Neuerungen schlugen sich in 34 Patenten, vor allem auf dem Gebiet der Federung und der Achsen, nieder. Als Schriftsteller war Adams Autodidakt.
In seinen jungen Jahren konnte er sich einen längeren Aufenthalt in Südamerika (Argentinien und Chile) leisten, wo ihm und seiner Frau Elizabeth Place in Quintero, Chile, 1821 der erste Sohn, William Alexander, geboren wurde.
Nach seiner Rückkehr 1826 entfaltete er eine ausgedehnte Publizistik, für die er sich das ambitionierte Pseudonym „Junius Redivivus“ („der wiedererstandene Junius“) zulegte. Er beruft sich damit auf jenen bis heute nicht enttarnten Pamphletisten Junius, der in den Jahren 1769 bis 1772 in der Zeitschrift Public Advertiser in Briefform scharfe Angriffe gegen die Regierung und selbst König Georg III. veröffentlicht hatte.
In London begegnete er dem Herausgeber der Zeitschrift Monthly Repository und Leiter der unitarischen Gemeinde in der South Place Chapel William Johnson Fox (1786–1864), bei dem sich ein Kreis von reformerisch gesinnten Intellektuellen traf (neben Fox u. a. John Stuart Mill, Harriet Taylor, Harriet Martineau, Margaret Gillies, Eliza Flower). In diesem Kreis traf er auch die Schauspielerin und Dichterin Sarah Fuller Flower, die er 1834 in zweiter Ehe heiratete. Daneben widmete er sich seiner Arbeit als Ingenieur und Unternehmer.
Nachdem seine Frau Sarah 1848 gestorben war, heiratete er ein drittes Mal; seine Tochter aus dieser Ehe mit Ellen Kendall ist die Ärztin und Frauenrechtlerin Hope Bridges Adams-Lehmann (1855–1916).

## Werke
- A political dialogue, relative to our farming and trading distress, between the Old Lady of Threadneedle Street [d. i. die Bank of England] and Junius Redivivus. Sold by Simpkin and Marshall ... and all other booksellers, London 1822.
- Junius Redivivus, A Tale of Tucuman; with digressions, English and American. E. Wilson, London 1831.
- The producing man’s companion; an essay on the present state of society, moral, political, and physical, in England. Addressed to the productive classes of the community. 2nd ed. E. Wilson, London 1833 (erste Ausg. unter dem Titel The Rights of Morality, ebd. 1832).
- English Pleasure Carriages, their origin, history, varieties, materials, construction, defects, improvements, and capabilities: with an analysis of the construction of common roads and railroads, and the public vehicles used on them; together with descriptions of new inventions. Illustrated by numerous designs. For the use of carriage purchasers and constructors. C. Knight & co., London 1837.
- Common Sense, edited by Junius Redivivus [i. e. W. Bridges Adams]. no. 14. May 122, 1841 (Zeitschrift).
- The Varieties of permanent way practically used, or tried, on railways up to the present period ... And on some recent improvements in the permanent way of railways. By P.M. Parsons and William Bridges Adams. With an abstract of the discussion upon the papers. Edited by Charles Manby. Excerpt minutes of proceedings of the Institution of Civil Engineers. Vol. XVI., etc. London 1857.
- Roads and rails and their sequences, physical and moral. Chapman & Hall, London 1862.

## Nachgewiesene Patente

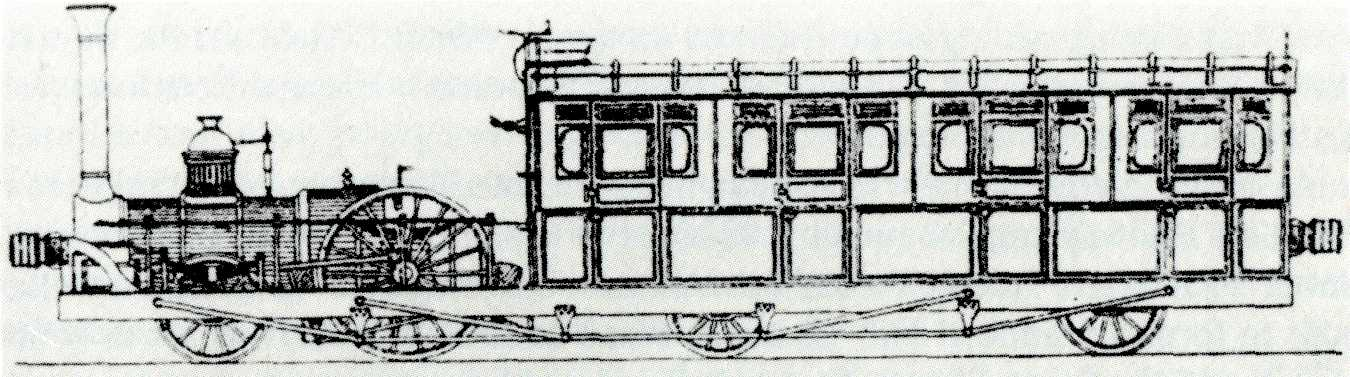
William Bridges Adams: Dampfzug Enfield gebaut für die Eastern Counties Railway (1849)

- 6790/1835 Ringfederräder. 13 February 1835
- 8197/1839 Verbesserte Knicklenkung für Kutschen. 16 August 1839
- 1033/1854 Rails for railways. 9 May 1854
- 2140/1854 Rails for railways. 5 October 1854
- 2454/1854 Projectiles. 20 November 1854
- 306/1855 Elastic springs. 9 February 1855.
- 1072/1855. Construction and propulsion of vessels. 12 May 1855
- 1807/1855. Locomotive engines and their trains. 9 August 1855
- 1757/1861. Locomotives. 12 July 1861. Also acts as stationary engine and capable of operating on sharp curves.
- 440/1862. Improvements in springs. 16 February 1862.
- 3482/1862. Railways and tramways. 31 December 1862.
- 1674/1863. Wheels and their tyres. 6 July 1863.
- 2896/1863. Improvements in wheels, tyres, axles. 13 November 1863
- 3195/1863. Locomotive engines. 18 December 1863.
- 871/1864. Construction and propulsion of vessels. 7 April 1864
- 2764/1864 Improvements in locomotive engines. 8 November 1864. For working on very sharp curves
- 3081/1864 Railways and tramways. 13 December 1864.